# Robert Ducard
Robert Ducard, né le 29 mai 1932 à Roanne et mort le 8 avril 2021 dans la même commune,, est un coureur cycliste français. Il est professionnel entre 1952 et 1963. 
Son fils Jocelyn a également été coureur cycliste chez les amateurs.

## Palmarès
- 1952
  - Une étape du Circuit des six provinces
  - 2e du Grand Prix de Vougy
  - 2e de la Coupe Marcel Vergeat
  - 3e de Bourg-Genève-Bourg
- 1954
  - 2e du Grand Prix de Vougy
- 1955
  - Grand Prix de Vougy
- 1956
  - Grand Prix de Vougy
- 1957
  - Grand Prix de Châtel-Guyon
  - 2e du Grand Prix de Vals-les-Bains
  - 3e du Grand Prix de Thizy
- 1958
  - 2ea étape du Tour du Var
  - Grand Prix de Thizy
  - 2e étape du Circuit d'Auvergne
    - 2e du Classement Général
- 1959
  - Bourg-Genève-Bourg
  - Circuit de la Vienne
  - 2e du Circuit de l'Indre
- 1960
  - 3e de Bourg-Genève-Bourg
- 1961
  - Grand Prix du Locle
  - 3e du Tour de Haute-Loire
- 1963
  - 2e des Boucles du Bas-Limousin
  - 3e du Tour de l'Hérault
- 1964
  - Grand Prix de Vougy
  - Grand Prix de Cours-la-Ville
  - 2e du Grand Prix de Thizy
- 1965
  - 2e du Grand Prix de Vougy

## Résultats sur les grands tours

### Tour de France
2 participations
- 1952 : abandon (3e étape)
- 1962 : hors délais (14e étape)